# 密歇根五虎

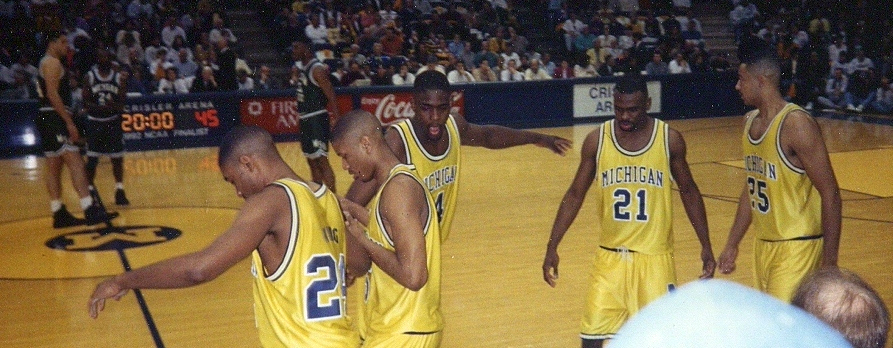
二年級的密歇根五虎，由左至右為吉米·金（24号）、贾伦·罗斯（5号）、克里斯·韦伯（4号）、雷·傑克森（21号）、朱万·霍华德（25号）

密歇根五虎（Fab Five）是密西根大学男篮校队于1991年招募的五名高中生。五虎分别为克里斯·韦伯、朱万·霍华德、贾伦·罗斯、吉米·金和雷·傑克森，他们组成了首支以全新生首发打入NCAA总决赛的球队。密西根五虎于1992年和1993年两度打入NCAA总决赛但都未能夺冠。
随着克里斯·韋伯于1993年夏天参加NBA选秀，五虎解散。2002年，因为密西根大学篮球丑闻事件，密歇根五虎在大学期间的大部分荣誉被取消。